# Smile, It's the End of the World
Smile, It's the End of the World è il quarto album degli Hawk Nelson, ed è stato pubblicato il 4 aprile 2006 e nella prima settimana furono vendute 14 000 copie.

## Singoli
Ad una radio cristiana, fu pubblicata la canzone Everything You Ever Wanted e successivamente The Show.
Per la canzone Zero fu girato un video che divenne il 15° brano più suonato nel 2007 nelle cristiane degli Stati Uniti.

## Tracce
1. The One Thing I Have Left" - 03:07
2. "The Show" - 03:13
3. "Bring 'Em Out" - 03:23
4. "Everything You Ever Wanted" - 04:04
5. "Something On My Mind" - 04:19
6. "Enough Is Forever" - 03:22
7. "Zero" - 04:38
8. "Nothing Left to Show" - 02:54
9. "Head On Collision" - 04:07
10. "Hello" - 03:00
11. "It's Over" - 03:06
12. "Fourteen - 04:50

## Formazione della band
- Jason Dunn - voce, pianoforte
- Daniel Biro - basso, coro
- Jonathan Steingard - chitarra, coro
- Aronne "Skwid" Tosti - batteria
- Aaron Sprinkle-produttore
- JR McNeely-mixer